# Akademia Whampoa

Emblemat Akademii Wojskowej zaprojektowany przez Sun Jat-sena.

Oficerska Akademia Wojskowa lub Akademia Whampoa (chiń. upr. 黄埔军校; chiń. trad. 黃埔軍校; pinyin Huángpŭ Jūnxiào) – akademia wojskowa Republiki Chińskiej założona 5 maja 1924 roku na wyspie Whampoa (Huangpu), w pobliżu Kantonu, swą działalność zakończyła w 1927 roku, gdy przeniesiono ją do Nankinu. 
Powstanie akademii stało się możliwe dzięki pomocy ze strony Związku Radzieckiego, zarówno w postaci broni, jak i wkładu finansowego (ok. 3 mln rubli). Wykładowcami zostali chińscy absolwenci japońskich szkół wojskowych i komuniści (m.in. Chen Yi i Nie Rongzhen), a także doradcy przybyli z Rosji, z Wasilijem Blücherem na czele, komendantem został Czang Kaj-szek, a szefem Departamentu Politycznego Zhou Enlai. W czasie działalności akademii jej mury opuściło ok. 7 tys. kadetów.